# Friedrich Ortlep
Friedrich Ortlep (lat. Fridericus Ortlepius)  (* um 1566 in Weinheim; † 26. Juni 1637) war ein deutscher Jurist, braunschweig-wolfenbüttelscher Gerichtssekretär, Notar und Buchautor.

## Leben
Ortlep bezeichnet sich 1596 als 30 Jahre alt, so dass er um das Jahr 1566 geboren wurde. 1581 immatrikulierte er sich an der Universität Heidelberg, wo er Rechtswissenschaften studierte. Später wechselte er nach Tübingen. Zwischenzeitlich war er Substitut am Reichskammergericht in Speyer. 1588 erhielt er ein Stipendium an der Universität Helmstedt, wofür er sich verpflichten musste, in den Dienst der Herzogs von Braunschweig-Wolfenbüttel zu treten. Nach längerer Wartezeit erhielt Ortlep am 26. April 1597 eine Stelle als Gerichtssekretär in Wolfenbüttel. In dieser Funktion war er auch als referent criminalibus tätig. Obwohl Herzog Heinrich Julius von Braunschweig-Wolfenbüttel nachgesagt wird, dass er ein Hexenbrenner gewesen sei, stellte Friedrich Ortlep 1602 fest, dass in den sechs Jahren seiner bisherigen Amtsführung keine einzige „Zauberin“ in Wolfenbüttel verbrannt worden sei.
Wilhelm Raabe erwähnte Friedrich Ortlep in seiner 1859 erschienenen Novelle Der Junker von Denow.

## Werke
- Examen Notariorum immatriculandorum, Helmstedt 1592 (mehrere Auflagen folgten)
- Kriegsaschlag oder Ungefehrliche Uberlegung was einem Kriegsfürsten ein anzal Kriegsvolck mit dem er im Felde seines Feindes erwarten vnd sich [...] nottürfftig enthalten kan, 1594
- mit Simon Wolder und Heinrich Meobom: New Türckenbüchlein, dergleichen vor dieser Zeit nit gedruckt worden, Zerbst 1595
- Freyens oder Hochzeit Formular, Frankfurt am Main 1597
- Gründtlicher Außführlicher und warhafftiger Bericht wegen der Meuterey, so sich bey Nieder Eltern am Rhein den Freytag vor Mariä geburt, [...] 7. Sept. 1599 [...] unter des [...] Fürsten Heinrichen Julii Postulirten Bischoffen des Stiffts Halberstadt und Hertzogen zu Braunschweig und Lüneburgk, geworbenen Regiment Teutscher Knechte erhoben und wie dieselbe gestillet, Wolfenbüttel 1600